# 요코하마 시사이드라인 가나자와 시사이드라인
가나자와 시사이드 라인(일본어: 金沢シーサイドライン、かなざわシーサイドライン)은 요코하마 시사이드라인의 유일한 철도 노선이다. 일본 가나가와현 요코하마시 이소고구에 있는 신스기타역과 가나자와구에 있는 가나자와핫케이 역을 잇는다.

## 노선 정보
- 노선 거리: 10.6 km
- 역 수: 14
- 복선 구간: 전 구간(가나자와핫케이 역을 제외함)
- 전철화 구간: 전 구간 직류 750 볼트
- 보안 장치: 자동 열차 운전 장치로 지원된 자동 운전

## 역사
- 1989년 7월 5일: 전 구간 개통.

## 사고
2019년 6월 1일 20시 15분경 신스기타역에서 열차가 반대방향으로 달리기 시작해 차막이와 충돌하여 정지한다역주사고)가 발생했다.카나가와현경에 의하면, 승객 14명이 부상해, 중 6명이 중상이었다.그 날은 전 노선에서 운전을 보류해 그 후도 운전 보류가 계속되었다.덧붙여 요코하마 시영 버스·게이큐 버스·카나나카 버스(6월 3일부터 참가)에 의한 대행 버스 수송과 게이큐 버스게이큐 전철(게이큐 본선)요코하마역 - 가나자와핫케이 역 간)에 의한 대체 수송이 이루어지고 있다.운전 재개의 전망은 서지 않았으나, 6월 4일 오전 11시부터 가로수 주오역을 출발하는 열차부터 수동 운전으로 운전을 재개했다.평상시의 65%로 운전된.8월 31일부터 자동운전을 재개, 9월 7일부터 공휴일 시간표가 통상 시간표로 돌아와, 12월 2일부터 평일에도 사고 이전의 통상 시간표 운행으로 돌아왔다.

## 운행 형태
- 신스기타 역과 가나자와핫케이 역을 왕복한다.

## 차량

### 2000형

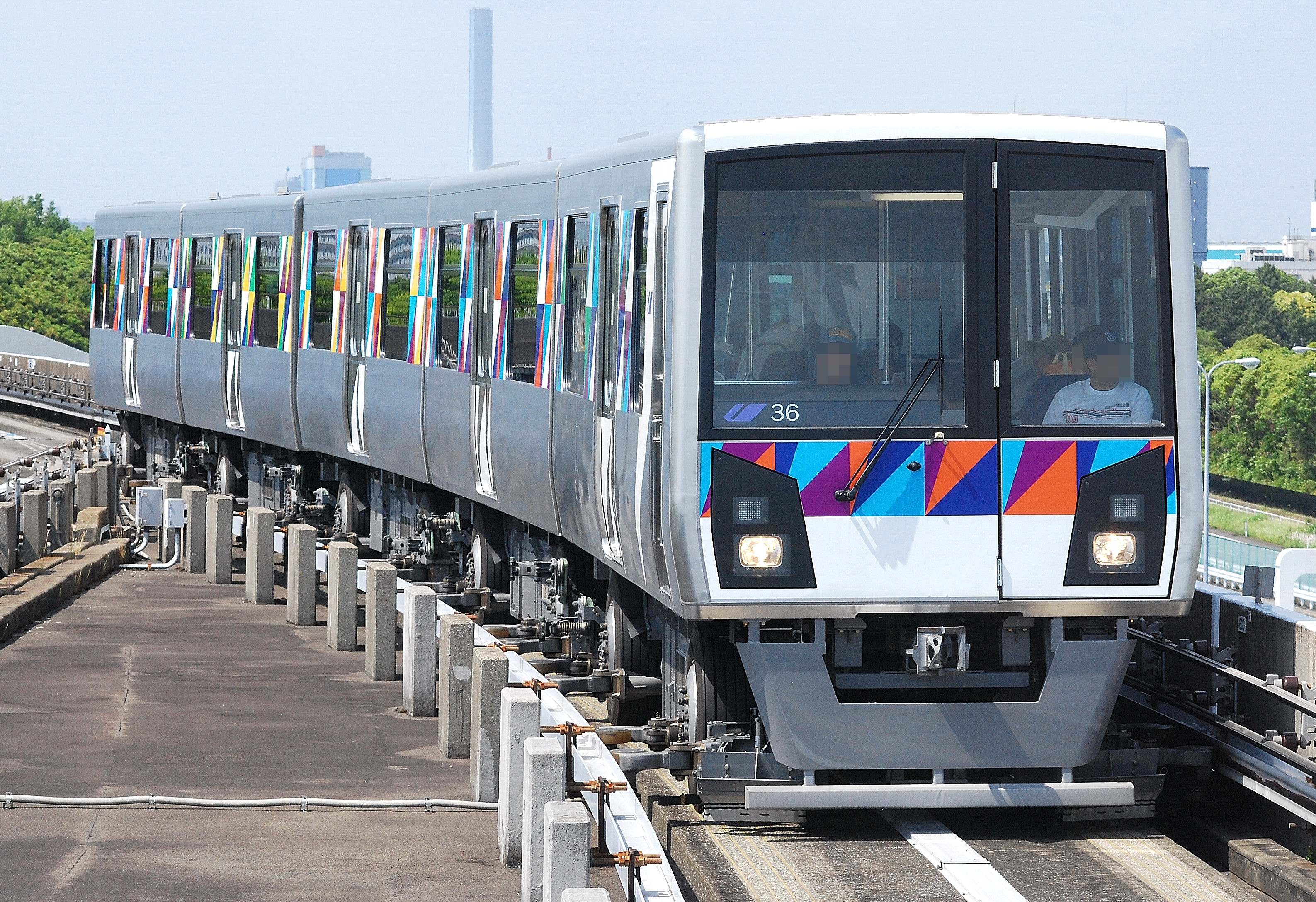
2000형

2000형 전동차는 2011년 2월에 등장이 예정되어 있다. 유리카모메 7200계 와 같은 4개 안내차륜 식 대차를 채택함으로써 전후진 전환 장치가 필요 없으며 곡선에서도 운전 방향을 바꿀 수 있다. 차체는 스테인레스 강으로 제작된다.

### 1000형【과거 차량】

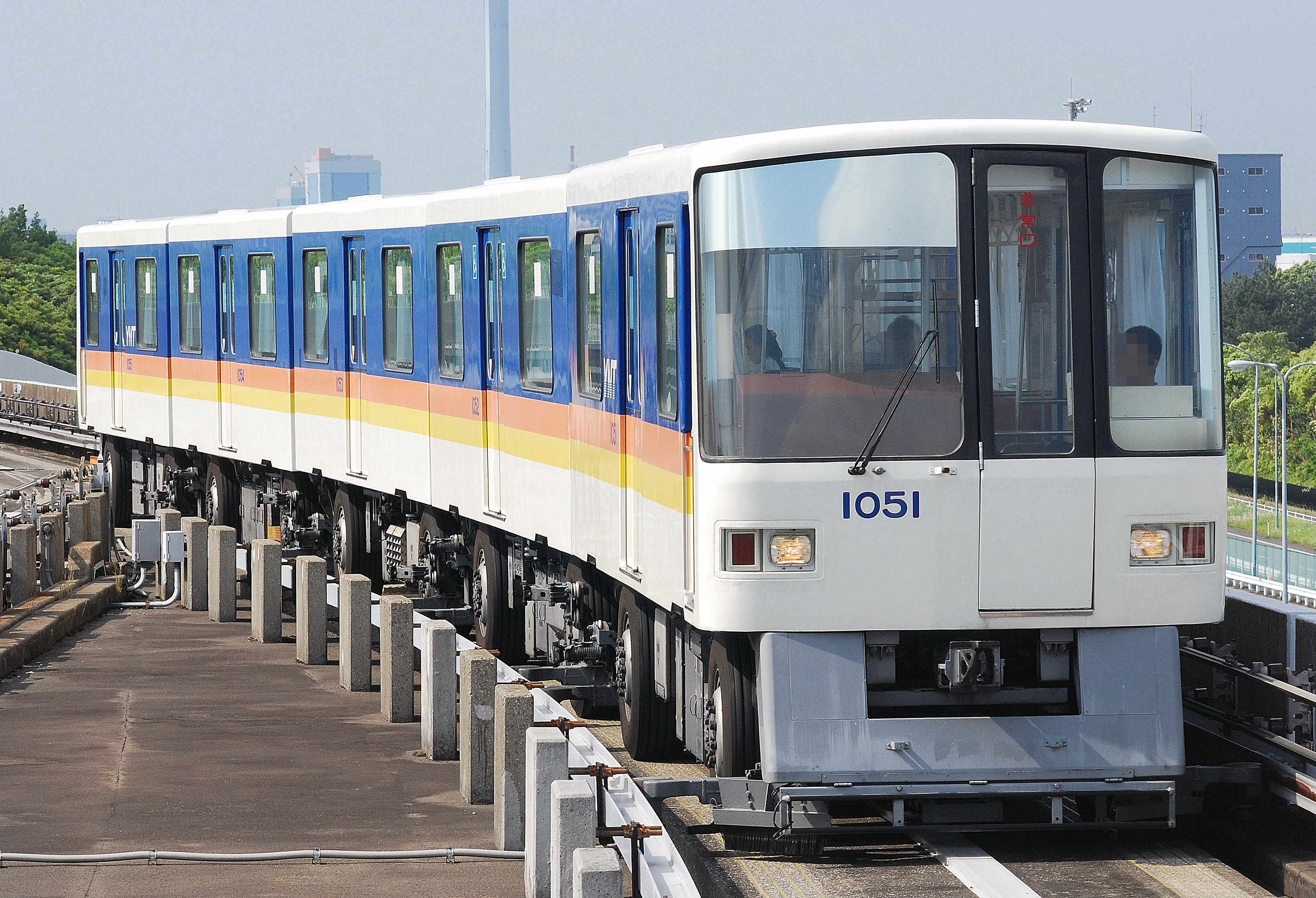
1000형

1000형 전동차는 1989년에 17개 편성 85량이 취역하였다. 1량당 무게는 11.0t이며 차체 길이는 8400 mm이다. 5량 편성으로서의 전장은 42000mm이다. 차체폭은 2380mm이며 전고는 3280mm이다. 대차의 안내 차륜을 포함하는 전폭은 2900mm이다. 각 차량 측면에는 폭이 1300mm 인 미닫이 식 자동문이 1개씩 있다. 냉방이 설치되어 있으며 측면 창문은 고정식이지만 환기할 수 있도록 단부 창문은 개폐 가능하다. 자동운전 방식이며 운전실 계기반에는 폐쇄 가능한 카바가 있다. 출력 100 kW 인 직류 견인 전동기는 편성 당 6개 있으며 직각 가요 방식으로 차축을 구동한다. 쵸퍼 장치는 편성 당 2대 있으며 견인 전동기의 전기자와 계자를 각각 제어한다. 이 분권 쵸파 방식은 차륜 직경 관리가 용이하다. 각 차량에는 안내 차륜을 2개씩 갖춘 자기 조타식이며 평행 링크식 1축 대차가 2개씩 있고 주행 차륜은 보조 차륜을 내장한 고무 타이어이다. 2007년에 1개 편성이 폐차되었다.
2014년5월24일 영업 운전을 종료했다.

## 역 목록
| 역 번호 | 역명                                                  | 일어 역명                                    | 로마자 역명                                         | 거리 (km) | 접속 노선                                      | 소재지                | 소재지     |
| ------- | ----------------------------------------------------- | -------------------------------------------- | --------------------------------------------------- | --------- | ---------------------------------------------- | --------------------- | ---------- |
| 1       | 신스기타                                              | 新杉田                                       | Shin-Sugita                                         | 0.0       | 네기시 선                                      | 가나가와현 요코하마시 | 이소고구   |
| 2       | 난부시조                                              | 南部市場                                     | Nambu-Shijō                                         | 1.3       |                                                | 가나가와현 요코하마시 | 가나자와구 |
| 3       | 도리하마 (미쓰이 아울렛 파크 요코하마 베이 사이드 앞) | 鳥浜 (三井アウトレットパーク 横浜イサイド前) | Torihama (Mitsui Outlet Park Yokohama Bayside-Mae)  | 2.2       |                                                | 가나가와현 요코하마시 | 가나자와구 |
| 4       | 나미키키타 (ZACROS 후지모리 공업 앞)                  | 並木北 (ZACROS 藤森工業前)                   | Namiki-Kita (ZACROS Fujimori Kogyo-Mae)             | 2.8       |                                                | 가나가와현 요코하마시 | 가나자와구 |
| 5       | 나미키추오                                            | 並木中央                                     | Namiki-Chūō                                         | 3.5       |                                                | 가나가와현 요코하마시 | 가나자와구 |
| 6       | 사치우라 (미쓰하시 라이스 앞)                         | 幸浦 (ミツハシライス前)                      | Sachiura (Mitsuhashi Rice-Mae)                      | 4.3       |                                                | 가나가와현 요코하마시 | 가나자와구 |
| 7       | 산교신코센터 (알파 본사 앞)                           | 産業振興センター (アルファ本ほん社しゃ前)    | Sangyōshinkō Center (Alpha Headquarters-Mae)        | 5.0       |                                                | 가나가와현 요코하마시 | 가나자와구 |
| 8       | 후쿠우라                                              | 福浦                                         | Fukuura                                             | 5.6       |                                                | 가나가와현 요코하마시 | 가나자와구 |
| 9       | 시다이이가쿠부 (닛파쓰 앞)                            | 市大医学部 (ニッパツ前)                      | Shidai-Igakubu (Nippatsu-mae)                       | 6.3       |                                                | 가나가와현 요코하마시 | 가나자와구 |
| 10      | 핫케이지마 (요코하마·핫케이지마 시 파라다이스 앞)     | 八景島 (横浜・八景島シーパラダイス前)        | Hakkeijima (Yokohama · Hakkeijima Sea Paradise-Mae) | 7.5       |                                                | 가나가와현 요코하마시 | 가나자와구 |
| 11      | 우미노코엔시바구치                                    | 海の公園柴口                                 | Uminokōen-Shibaguchi                                | 8.1       |                                                | 가나가와현 요코하마시 | 가나자와구 |
| 12      | 우미노코엔미나미구치                                  | 海の公園南口                                 | Uminokōen-Minamiguchi                               | 8.8       |                                                | 가나가와현 요코하마시 | 가나자와구 |
| 13      | 노지마코엔                                            | 野島公園                                     | Nojimakōen                                          | 9.6       |                                                | 가나가와현 요코하마시 | 가나자와구 |
| 14      | 가나자와핫케이                                        | 金沢八景                                     | Kanazawa-hakkei                                     | 10.6      | 게이힌 급행 전철 본선 게이힌 급행 전철 즈시 선 | 가나가와현 요코하마시 | 가나자와구 |